# T92 (САУ)
240-мм самоходная гаубица T92 (англ. 240 mm Howitzer Motor Carriage T92), разработанная в США в 1945 году.
С принятием среднего танка Т26Е3 в январе 1945 года появилось предложение о создании серии современных образцов бронетехники на базе единых шасси и комплекта узлов и агрегатов Т26ЕЗ. Буксируемая 240-мм гаубица М1918 не считалась особенно удачной из-за трудностей с передвижением столь массивного орудия по местности, а опыт с размещением 155-мм пушки на шасси серии М3/М4 указывал на возможность установки 240-мм гаубицы на шасси, созданное на основе среднего танка Т26ЕЗ. Такая же САУ могла использоваться для размещения 8-дюймовой (203-мм) пушки. САУ с 240-мм гаубицей получила обозначение самоходная гаубица Т92 HMC, а такое же шасси с 8-дюймовой пушкой — самоходная пушка Т93. Другими машинами серии должны были стать тяжелый танк Т26ЕЗ, штурмовой танк Т26Е5, 8-дюймовая самоходная гаубица Т84, транспортер Т31 и (позднее) Т26Е2 (М45). Разработку Т92 HMC одобрили в марте 1945 года и немедленно выдали заказ на четыре опытные машины компании Chrysler (Детройтскому арсеналу), всего было построено пять T92.
Первую из этих машин построили в начале июля 1945 года и после первоначальных испытаний на Абердинском полигоне направили в Форт Брэгг для испытаний Артиллерийским комитетом. Т93 заказали в это же время, и две из четырёх опытных машин Т93 поставили к сентябрю 1945 года, когда все заказы приостановили в связи с окончанием войны с Японией. Детройтский арсенал построил лишь пять САУ Т92 HMC (включая опытную) и две Т93. Испытания показали, что эти тяжелые САУ были бы идеальны для разрушения бункеров и глубоких укрытий противника в боях с японцами на островах Тихого океана. В то время когда японцы ещё продолжали сопротивление, САУ Т92 и Т93 готовились к вторжению на Японию для участия в Операции «Даунфолл», которая подразумевала высадку на японские острова. Однако после капитуляции Японии 14-го августа 1945 года они не были отправлены на Тихоокеанский театр военных действий. Специально для Т92 и Т93 разработали выстрелы с бетонобойными снарядами. Относительным недостатком можно было считать только мизерный возимый боекомплект — всего 6 снарядов. Остальные возились на транспортере М30 или Т31.
Для установки столь крупнокалиберных орудий требовалось удлинить шасси Т26Е3 и добавить по одному опорному катку на каждый борт. Шасси перекомпоновали, перенося ведущее колесо вперед, в корме установили сошник. Работы над САУ Т92/93 были прерваны после окончания войны.

## В массовой культуре
- Peter Chamberlain и Chris Ellis. «British and American Tanks of World War Two, The Complete Illustrated History of British, American, and Commonwealth Tanks 1933—1945», 1969  (англ.)
- Tank Data, Aberdeen Proving Grounds Series, 1968.  (англ.)
- В MMO-игре World of Tanks как САУ 10 уровня